# Liste der Biografien/Beld
Liste der Biografien |
Portal Biografien |
Personensuche
# |
A |
B |
C |
D |
E |
F |
G |
H |
I |
J |
K |
L |
M |
N |
O |
P |
Q |
R |
S |
T |
U |
V |
W |
X |
Y |
Z |
?
 
Ba |
Be |
Bd |
Bg |
Bh |
Bi |
Bj |
Bl |
Bm |
Bn |
Bo |
Br |
Bs |
Bu |
Bw |
By |
Bz
 
Bea–Beb |
Bec |
Bed |
Bee |
Bef |
Beg |
Beh |
Bei |
Bej |
Bek |
Bel |
Bem |
Ben |
Beo |
Bep |
Beq |
Ber |
Bes |
Bet |
Beu |
Bev |
Bew |
Bex |
Bey |
Bez
 
Bela |
Belb |
Belc |
Beld |
Bele |
Belf |
Belg |
Belh |
Beli |
Belj |
Belk |
Bell |
Belm |
Beln |
Belo |
Belp |
Belq |
Belr |
Bels |
Belt |
Belu |
Belv |
Belw |
Bely |
Belz
Die Liste der Biografien führt alle Personen auf, die in der deutschsprachigen Wikipedia einen Artikel haben. Dieses ist eine Teilliste mit 25 Einträgen von Personen, deren Namen mit den Buchstaben „Beld“ beginnt.

## Beld

### Belda
- Belda Dardiñá, Juan Ángel (1926–2010), spanischer Geistlicher, römisch-katholischer Bischof von León
- Belda, David (* 1983), spanischer Straßenradrennfahrer
- Belda, Vicente (* 1954), spanischer Radrennfahrer
- Beldam, Lia (1944–2021), Schweizer Model und Schauspielerin
- Beldam-Maler, attischer Vasenmaler

### Belde
- Beldeanu, Aurel (* 1951), rumänischer Fußballspieler
- Belden, Bob (1956–2015), amerikanischer Jazzmusiker und Produzent
- Belden, George O. (1797–1833), US-amerikanischer Jurist und Politiker
- Belden, Jack (1910–1989), US-amerikanischer Kriegskorrespondent und Schriftsteller
- Belden, James J. (1825–1904), US-amerikanischer Politiker
- Belden, William (1949–2025), US-amerikanischer Ruderer
- Belder, Bastiaan (* 1946), niederländischer Politiker (SGP), MdEP
- Belder, Detlev (* 1964), deutscher Chemiker und Hochschullehrer
- Belder, Pieter-Jan (* 1966), niederländischer Cembalist und Dirigent
- Belderbos, Claudia (* 1985), niederländische Ruderin
- Belderbusch, Anne Babette von (1771–1807), deutsche Frau, Jugendfreundin Ludwig van Beethovens und Ehefrau von Anton Maria Karl von Belderbusch
- Belderbusch, Anton Maria Karl von (1758–1820), Oberbürgermeister in Bonn
- Belderbusch, Caspar Anton von (1722–1784), deutscher Deutschordensritter und Premierminister in Kurköln
- Belderbusch, Johann Ernst Theodor von (1717–1799), kurpfälzischer General
- Belderbusch, Karl Leopold von (1749–1826), Staatsmann

### Beldi
- Beldiman, Alexandru A. (1855–1924), rumänischer liberaler Politiker und Diplomat
- Beldiman, Dana (* 1951), Rechtsanwältin und Rechtswissenschaftlerin
- Belding, Karl (1897–1934), deutscher SA-Führer und PolizistKarl Belding (1897–1934)

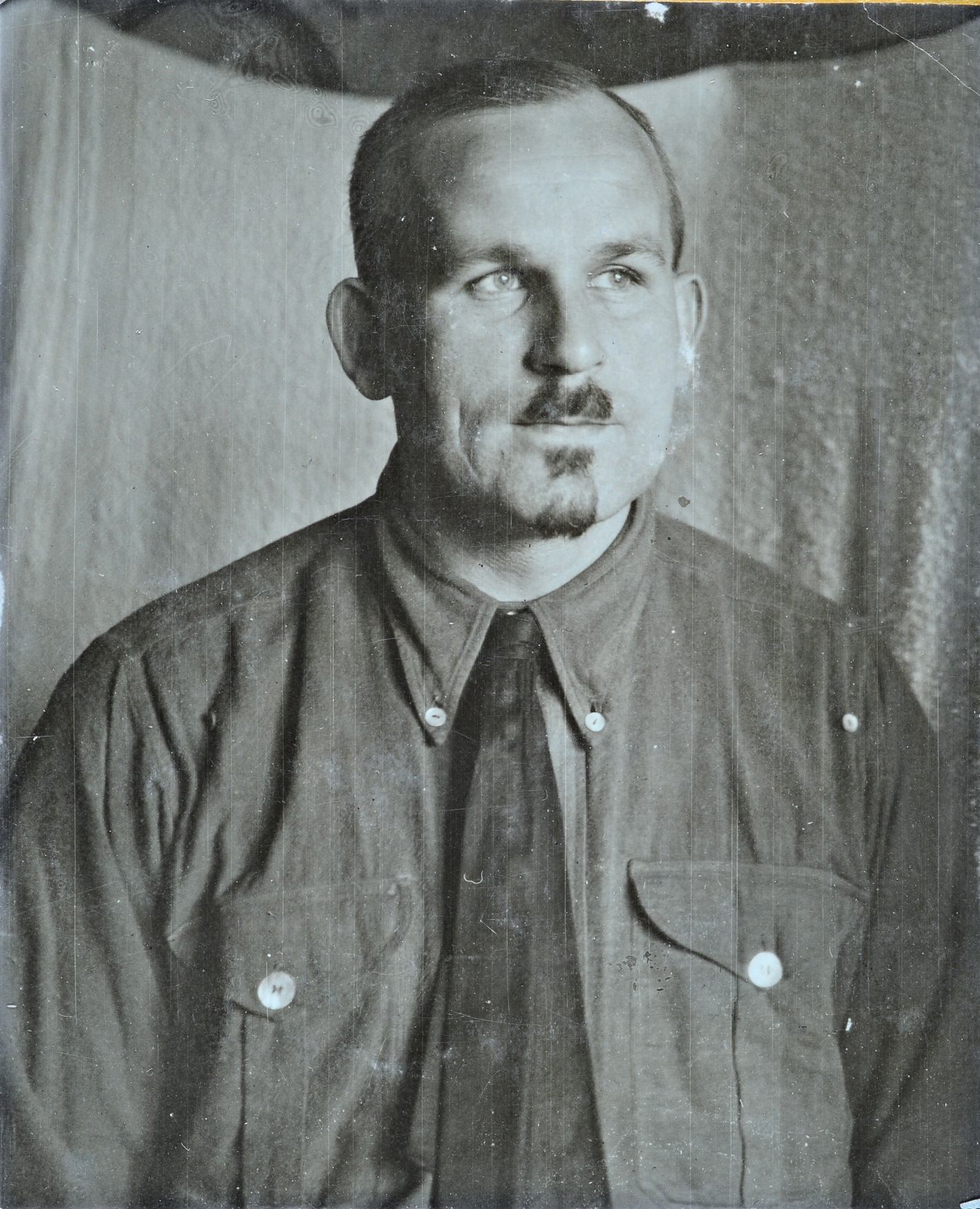
Karl Belding (1897–1934)

- Belding, Robert (* 1902), deutscher nationalsozialistischer Funktionär und Herausgeber

### Beldn
- Beldner, Angélique (* 1976), Schweizer Journalistin und Moderatorin